# Динсман
Динсман (малайск.  Dinsman); (20 мая 1949, Кампунг Раджа, Джитра, Кедах) — малайзийский поэт, драматург и театральный деятель. Псевдоним. Настоящее имя — Че Шамсудин Осман (малайск. Che Samsudin Othman).

## Краткая биография
Среднее образование получил в мусульманской школе в Алор-Сетаре и мусульманском колледже в Петалинг-Джае. В 1974 году окончил Университет Малайя. В 1974—1979 гг. работал в Совете по языку и литературе. Впоследствии организовал театральную группу «Элитный театр» (1979) и выступил инициатором создания популярного вокального трио Копратаса. В 2008 году основал организацию «Деятели искусства с народом» (Пакси), которая с января 2015 года ежемесячно проводит в одном из медресе Куала-Лумпура поэтические вечера.

## Творчество

Сцена из спектакля по пьесе Динсмана "Гость с поля боя". Режиссёр Эмонг Суванди. Театр Бесурек. (Батам,2 марта 2018 г.)

Написал несколько пьес: «Джебат» (1973), «Протест» (1972), «Это не самоубийство» (1974), «Ана» (1976), «На острове Саданди» (1977), «Проект Изи» (1982), «Кто боится Америку» (1996), «Пророк Юсуф» (2005), «Апокалипсис» (2008) «В ожидании слова господня» (2009). Почти все они носят абсурдистский характер, в чём несомненно сказывается влияние западных драматургов, в частности, Ионеско. Его кредо является: «Чем больше зрителей не понимают содержание пьесы, тем она успешнее». Поэзия в основном носит протестный и сатирический характер. В XXI в. осуществил две новаторские постановки: театр на дереве (по мотивам стихов Усмана Аванга, 2016) и театр на рисовом поле (на основе пьесы Усмана Аванга "Уда и Дара", 2017).

## Переводы на русский язык
- Динсман. Бендахара-то наш свихнулся с ума (Macam Orang Gila); Чего я ищу в поэзии (Apakah yang Kucari pada Puisi?)[6]
- Динсман. Бендахара-то наш свихнулся с ума (Macam Orang Gila); Чего я ищу в поэзии (Apakah yang Kucari pada Puisi?). Перевод Виктора Погадаева[7]
- Динсман. Бендахара-то наш свихнулся с ума (Macam Orang Gila); Чего я ищу в поэзии (Apakah yang Kucari pada Puisi?) Перевод Виктора Погадаева [8]

## Награды
- Победитель конкурса на лучшую пьесу Министерства культуры, по делам молодёжи и спорта в штате Селангор (пьеса «Джебат») (1973)
- Победитель национального конкурса на лучшую пьесу Министерства культуры, по делам молодёжи и спорта (пьеса «Протест») (1974)
- Главная литературная премия Малайзии (за пьесу «Ана») (1976)
- Главная литературная премия Малайзии (за «Длинное стихотворение для Махатхира») (1983)
- Звание почётного учёного Северного университета Малайзии (2008)
- Второе место на конкурсе АСЕАН на лучшее стихотворение исламской тематики (2019, стихотворение "Мужчина из Похон-Берембанга)